# Circolo di Franconia

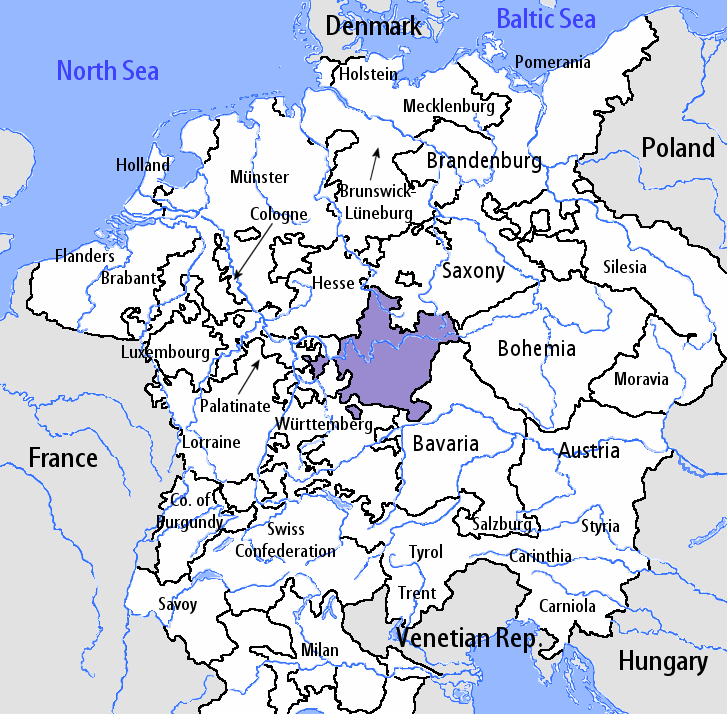
Mappa delle province imperiali del Sacro Romano Impero all'inizio del XVI sec. La provincia di Franconia è indicata in viola.

Il circolo di Franconia fu una provincia imperiale del Sacro Romano Impero. Aveva una propria Dieta regionale i cui direttori erano in alternanza il vescovo di Würzburg e il margravio di Hohenzollern-Ansbach, con la sede della cancelleria a Rothenburg ob der Tauber. Era costituita da numerosi stati ecclesiastici e secolari e da varie città imperiali. Gli stati del Circolo al Reichstag erano suddivisi in Banco ecclesiastico, Banco secolare, Banco dei conti e dei signori, Banco delle città imperiali. Verso la metà del XVIII secolo erano rappresentati da 4 vescovati, 1 abbazia principesca, 2 principati, 23 contee, 4 città imperiali.

## Composizione
La provincia era composta dai seguenti stati:
| Stemma | Nome                                      | Tipologia                                                                 | Note |
| ------ | ----------------------------------------- | ------------------------------------------------------------------------- | --- |
|        | Ansbach (Onolzbach o Brandeburgo-Ansbach) | Margraviato                                                               | appartiene ad una linea autonoma degli Hohenzollern col 28º voto al Reichstag |
|        | Bamberga                                  | Vescovato                                                                 | 11º seggio al Reichstag |
|        | Bayreuth (Brandeburgo-Bayreuth)           | Margraviato                                                               | con Kulmbach appartiene ad una linea autonoma degli Hohenzollern col 30º voto al Reichstag |
|        | Castell-Castell                           | Contea                                                                    | Suddivisa nelle varie linee familiari: Castell, Breitenburg (-1762), Ruedenhausen, Remlingen. |
|        | Eichstätt                                 | Vescovato                                                                 | 17º seggio al Reichstag |
|        | Erbach                                    | Contea suddivisa nelle linee familiari di Erbach, Fuerstenau, Schoenberg. | |
|        | Hausen                                    | Signoria                                                                  | |
|        | Henneberg                                 | Contea principesca condominiale                                           | appartenente per la parte di Schleusingen all'elettore di Sassonia (1584), per Roemhild, Ostheim e Wasungen ai duchi sassoni di Meiningen, Gotha, Coburgo, Hildburghausen e per Smalcalda al langravio di Assia-Kassel (1660) |
|        | Hohenlohe                                 | Contea familiare omonima (1450)                                           | suddivisa tra i vari rami: *Waldenburg Bartenstein, *Waldenburg Schillingsfuerst, *Waldenburg Pfedelbach, *Neuenstein Langenburg, *Neuenstein Oehringen, *Neuenstein Ingelfingen, *Neuenstein Kirchberg                       |
|        | Limpurg                                   | Signoria condominiale (Gaildorf, Speckfeld e Seinsheim)                   | governata dai vari eredi per linea femminile delle tre famiglie estinte |
|        | Löwenstein-Wertheim                       | contea familiare omonima (1613)                                           | della linea principesca di Rochefort e di quella comitale di Virneburg |
|        | Mergentheim                               | Commenda e sede del Gran Maestro dell'Ordine Teutonico                    | Gran baliaggio e sede dell'Ordine Teutonico che ha il 9º seggio al Reichstag |
|        | Norimberga                                | Città Imperiale                                                           | |
|        | Reichelsberg                              | Signoria (1671)                                                           | ai conti von Schönborn |
|        | Rieneck                                   | Contea o Burgraviato                                                      | dei conti Nostitz (1673), dell'elettore di Magonza, del vescovo di Wuerzburg e dei langravi di Assia Darmstadt |
|        | Rothenburg ob der Tauber                  | Città Imperiale                                                           | sede della Dieta del circolo imperiale di Franconia |
|        | Schwarzenberg                             | Contea del principe omonimo (1670)                                        | con il langraviato di Klettgau |
|        | Schweinfurt                               | Città Imperiale                                                           | rivendicata dal vescovo di Wuerzburg |
|        | Seinsheim                                 | Signoria (1655) del principe von Schwarzenberg                            | |
|        | Weißenburg im Nordgau                     | Città Imperiale                                                           | |
|        | Welzheim                                  | Signoria dei conti von Graevenitz e dal 1731 del Wuerttemberg             | |
|        | Wertheim                                  | Contea dei Loewenstein-Wertheim                                           | |
|        | Wiesentheid                               | Signoria del conte von Schönborn, linea del 1701                          | |
|        | Windsheim                                 | Città Imperiale                                                           | |
|        | Wolfstein                                 | contea condominiale                                                       | ai conti di Hohenlohe- Kirchberg e ai conti di Giech |
|        | Würzburg                                  | Vescovato                                                                 | 13º seggio al Reichstag |